# Bob constructorul
Bob constructorul (engleză Bob the Builder) este un serial americane-britanic pentru copii creat de Keith Chapman. Bob apare ca un antreprenor de construcții într-un film realizat animat prin tehnica de stop-motion alături de colegul său Wendy, diverși vecini și prieteni, și gașca lor de lucru-vehicule și echipamente anthropomorphised (toate realizate din lut). Spectacolul este difuzat în mai multe țări, dar provine din Regatul Unit, unde Bob este exprimat de actorul Neil Morrissey.
În fiecare episod, Bob și gașca lui ajută cu renovări, construcții și reparații și cu alte proiecte la fel de necesare. Spectacolul pune accentul pe rezolvarea conflictelor, cooperare, socializare și diverse abilități de învățare. Sloganul lui Bob este "putem repara?", La care celelalte personaje răspund cu "Da, putem!" Această frază este, de asemenea, titlul de tema cântec show-ului, care a fost un comic lovit în Anglia.

## Personaje
- Bob Constructorul - Personajul principal
- Wendy - Asistenta lui Bob
- Lofty - o macara albastră fricoasă
- Dizzy - o betonieră portocalie. În dublajul românesc este o greșeală mare în vorbirea lui Dizzy (Dizzy este fată, nu băiat)
- Scoop - o vola galbenă. El este șeful echipei de mașini.
- Muck - o  basculă roșie. Îi place noroiul.
- Roley - un cilindru compresor verde. Numele lui vine după vorba lui preferată: Rock 'n' Roll.
- Pilchard sau Sardina - pisica lui Bob
- Travis - tractorul ferimerului Pickels
- Fermierul Pickels sau Murătură - fermierul orașului Bobsvile
- Scratch - Un mic excavator mov deschis. Apare de abia în sezonul 3 al serialului.

## Difuzare
- Australia: Se numește "Bob the Builder" și este difuzat pe ABC Kids
- Brazilia: Se numește "Bob, o construtor"  este difuzat pe Discovery Kids
- USA și UK: Se numește "Bob the Builder" și este difuzat pe Nickelodeon, Nick Jr. si BBC Two și Itv Eden
- Canada: Se numește "Bob le Bricoleur"  și este difuzat pe Tele-Quebec
- China: Se numește "Babu engineer" și este difuzat pe CCTV - (canal suspendat.)
- Rebublica Cehă: Se numește "Bořek stavitel" și este difuzat pe Fox Kids și pe televiziunea publică a țării și pe JimJam (Nu în română ci doar în limba cehă)
- Danemarca: Se numește "Byggemand Bob" și este difuzat pe TV2 și DR1
- Finlanda: Se numește "Puuha-Pete" și este difuzat pe Nelonen închis de mult din 2008 până 2011 (program anulat)
- Franța: Se numește "Bob le Bricoleur"  este difuzat pe TF1 și France 5, începând cu 22 octombrie 2005 (rulând a doua serie: Project - Build it!)
- Germania: Începând cu 2 februarie 2001, show-ul este difuzat pe Super RTL. Se numește "Bob der Baumeister"
- Ungaria: "Bob, a mester" este difuzat pe m1 și pe JimJam (Nu în română ci doar în maghiară)
- India: Numele rămâne neschimbat și este difuzat pe Pogo TV și Cartoon Network
- Olanda  : "Bob de Bouwer "  și difuzat pe KRO
- Italia: În Italia, show-ul este numit "Bob Aggiustatutto" (adică Bob face tot), difuzat pe Rai Yo Yo și pe JimJam din 2002-2007
- Japonia: Se numește "ボブとはたらくブーブーズ" (Bob the Engineer) pe NHK
- Israel: Se numește "בוב הבנאי" și este difuzat pe Hop!
- America Latină: Se numește "Bob, el Constructor" și este difuzat pe Discovery Kids
- Portugalia: Se numește "Bob, O Construtor" și este difuzat pe RTP1, RTP2, Canal Panda și JimJam.
- România: Se numește "Bob Constructorul"  este difuzat pe Boom Hop! (în perioada 2007-2009), JimJam (2002-prezent), pe Minimax (2010-2015) și pe Național TV (2004-2010). În trecut a fost difuzat parțial limitări suspecte.(Bob constructorul este difuzat și pe Minimax în România numai cu sezonul Pe Locuri Fiți Gata Construiți.)
- Catalonia: "Bob el Manetes" difuzat pe Super 3
- Serbia: "Мајстор Боб / Majstor Bob" este difuzat pe Happy TV.
- UK: "Bob the Builder" este difuzat pe CBeebies și chiar pe JimJam

## Impact
Bob Constructorul a fost nominalizat la BAFTA categoria "pre-școală de animație", 2002-2012, și a câștigat la categoria "show pentru copii" în 2006 pentru episodul special "Un Crăciun Miraculos" care a adus succesul show-ului. Sarah Ball a spus:
- Cred că autobasculantele fascinau copiii în același mod în care sunt atrași de dinozauri. Amândoi au un apel atemporal. Tehnica de stop-motion este foarte tangibilă - personajele arătau ca și cum s-ar fi jucat cu ei. Este o minunată lume strălucitoare în condiții de siguranță pline de culoare, care este foarte atrăgătoare. Curtis Jobling a făcut o treabă fantastică de proiectare spectacol - este foarte simplu și stilizat, dar are astfel de farmec.
-Interviu cu Sarah Ball, Gurgle.com